# FC Dinamo Batumi
FC Dinamo Batumi é uma equipe georgiana de futebol fundada em 1923, com sede em Batumi. Disputa a primeira divisão da Geórgia (Campeonato Georgiano de Futebol).
Seus jogos são mandados no Chele Arena, que possui capacidade para 6.000 espectadores.